# Пуебло-Нуево (Техас)
Пуебло-Нуево (англ. Pueblo Nuevo) — переписна місцевість (CDP) в США, в окрузі Вебб штату Техас. Населення — 432 особи (2020).

## Географія
Пуебло-Нуево розташоване за координатами 27°29′38″ пн. ш. 99°18′36″ зх. д. / 27.49389° пн. ш. 99.31000° зх. д. (27.493908, -99.309882).  За даними Бюро перепису населення США в 2010 році переписна місцевість мала площу 1,51 км², уся площа — суходіл.

## Демографія
Згідно з переписом 2010 року, у переписній місцевості мешкала 521 особа в 118 домогосподарствах у складі 106 родин. Густота населення становила 346 осіб/км².  Було 154 помешкання (102/км²).
Расовий склад населення:
| - 96,5 % — білих - 1,0 % — корінних американців - 1,0 % — осіб інших рас |

До двох чи більше рас належало 1,5 %. Частка іспаномовних становила 97,7 % від усіх жителів.
За віковим діапазоном населення розподілялося таким чином: 40,1 % — особи молодші 18 років, 53,0 % — особи у віці 18—64 років, 6,9 % — особи у віці 65 років та старші. Медіана віку мешканця становила 24,2 року. На 100 осіб жіночої статі у переписній місцевості припадало 110,9 чоловіків;  на 100 жінок у віці від 18 років та старших — 98,7 чоловіків також старших 18 років.
Середній дохід на одне домашнє господарство  становив 18 392 долари США (медіана — 18 107), а середній дохід на одну сім'ю — 17 928 доларів (медіана — 18 143). Медіана доходів становила 17 557 доларів для чоловіків та 12 083 долари для жінок. За межею бідності перебувало 80,1 % осіб, у тому числі 92,9 % дітей у віці до 18 років та 0,0 % осіб у віці 65 років та старших.
Цивільне працевлаштоване населення становило 184 особи. Основні галузі зайнятості: освіта, охорона здоров'я та соціальна допомога — 40,8 %, науковці, спеціалісти, менеджери — 14,1 %, мистецтво, розваги та відпочинок — 10,3 %, транспорт — 8,7 %.